# Banană

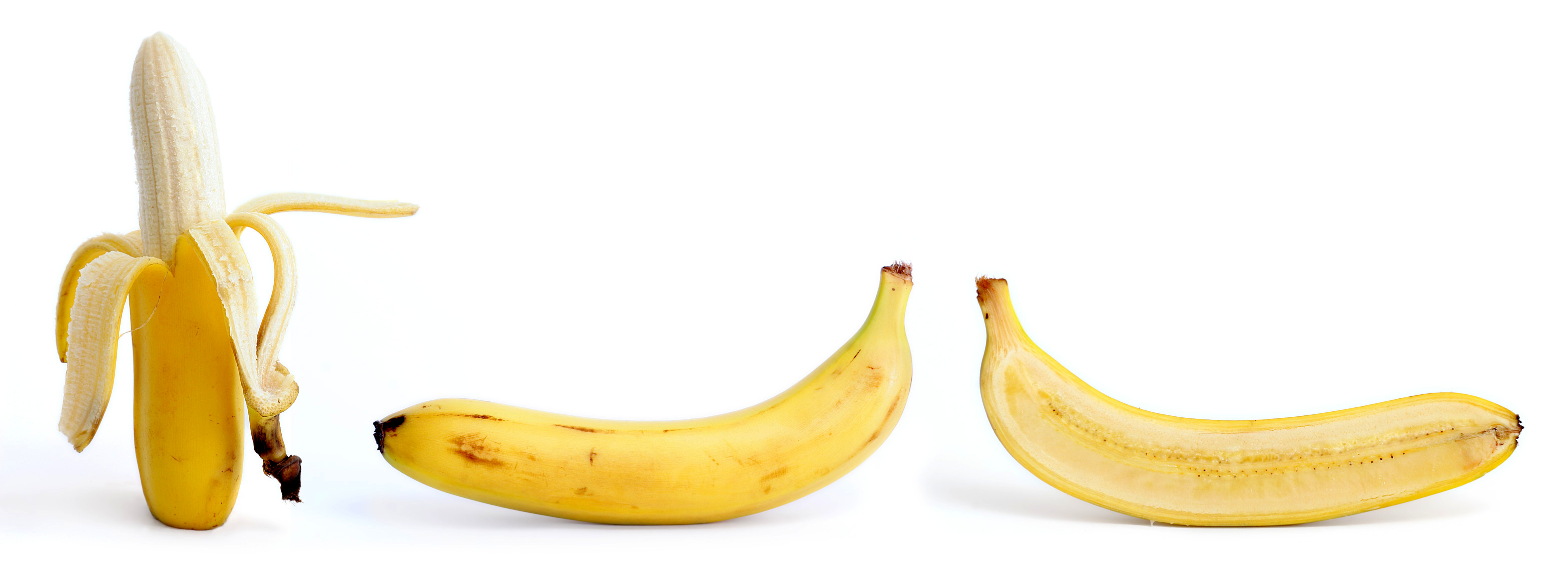
Secțiune decojită, întreagă și longitudinală

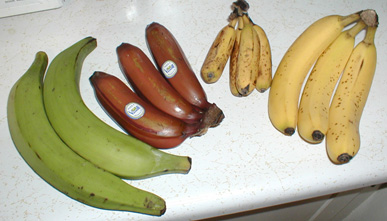
Fructe din patru soiuri de banane diferite

Banana este un fruct alungit, comestibil, din punct de vedere botanic o bacă, produs de anumite specii erbacee din genul Musa. Bananele reprezintă a patra cea mai importantă cultură (după orez, grâu și porumb) din lumea în curs de dezvoltare și este vitală pentru securitatea alimentară a multor țări tropicale și subtropicale. Este cel mai consumat fruct din lume.
Bananele sunt în mod deosebit importante în Africa de Sud, unde constituie principalul aliment de bază pentru circa 50% din populație. 90% din producția de banane este realizată în mici ferme și este consumată local.
Banana are și o mare importanță socioeconomică, întrucât este unica sursă de venit pentru mulți cultivatori mici.